# Дезинфекција, дезинсекција и дератизација
Дезинфекција, дезинсекција и дератизација (ДДД) је скуп мера и метода за сузбијањем и уништавања организама који могу бити преносиоци заразних болести, или њихови резервоари, изазивачи алергијске реакције, имати токсично деловање или су на други начин штетни по здравље човека и његову околину. ДДД се спроводи у објектима за производњу складиштење и промет животних намирница, пословним објектима, угоститељским и трговинским објектима, школама и дечијим установама, здравственим установама, стамбеним јединицама, превозним средствима, јавним површинама, парковима итд.

## Дезинфекција
Дезинфекција је низ метода и мера усмерених на уништавање микроорганизама (бактерија, вируса, гљива и приона) узрочника заразних болести у спољној средини.

## Дезинсекција
Дезинсекција је скуп превентивних и куративних мера које се примењују у циљу смањења популације штетних инсеката и крпеља, потенцијалних преносилаца заразних болести.
За сузбијање штетних инсеката користи се широка палета инсектицида који су тестирани и дозвољени за кориснике, а ефикасност им је доказана. Основна својства квалитетних инсектицида су:
- брзо почетно деловање
- продужено деловање
- еколошка прихватљивост
- не изазивају алергијске реакције

## Дератизација
Дератизација је скуп метода и средстава усмерених на уништавање ситних глодара, преносилаца заразних болести и проузроковача значајних економских штета.
Дератизација се изводи у насељеним местима, привредним објектима, здравственим и школским установама, продајним и угоститељским објектима итд.

## Процена угрожености неког подручја за примену мера ДДД
Процена угрожености неког подручја од преносиоци заразних болести, или њихови резервоари заснива се на следећим параметрима:
- Карактер опасности - угрожено подручје треба анализирати са аспекта броја људи и врста угрожених животиња и карактеристика болести.
- Густина становништва и животињског фонда - обухвата анализу густине насељености неког подручја и величине животињског фонда са аспекта броја и врста животиња критичних на заразних болести.
- Површина и карактеристике угроженог подручја - угрожено подручје се анализирати са аспекта: извора заразне болести, развоја, преношења и ширења болести, могућности предузимања превентивних и куративних мера;
- Изграђеност система заштите од преносиоци заразних болести, или њихових резервоара - обухвата анализу са аспекта постојања планова заштите од заразних болести, природних и вештачких баријера за ширење болести и капацитета за збрињавање.

Након завршене процене угрожености неког подручја или државе од заразних болести и њихових преносиоца, прави се свеобухватни план заштите који у начелу обухвата следеће мере и поступке:
- Дезинфекција — примена начина, поступака и метода ради уништавања узрочника болести, укључујући и болести које се са животиња могу пренети на људе.[1]
- Дезинсекција  — примена начина, поступака и метода ради уништавања штетних инсеката и крпеља.
- Дератизација — примена начина, поступака и метода за уништавање штетних глодара;